# Trichophthalma inexpectata
Trichophthalma inexpectata är en tvåvingeart som beskrevs av Angulo 1971. Trichophthalma inexpectata ingår i släktet Trichophthalma och familjen Nemestrinidae. Inga underarter finns listade i Catalogue of Life.